# 銀百高速道路
銀百高速道路（ぎんひゃく-こうそくどうろ、中文表記: 银百高速公路(银川–百色高速公路)、英文表記: Yinbai Expressway）は、中国高速交通網の南北線であり、寧夏回族自治区の銀川市を起点とし、甘粛省、陝西省の西安、重慶、貴州省を経て、広西省百色市に至る全長2281kmの国家高速G69である。